# Pallavolo ai XXI Giochi centramericani e caraibici - Torneo maschile
Il torneo maschile di pallavolo ai XXI Giochi centramericani e caraibici si è svolta dal 24 al 29 luglio 2010 a Mayagüez, in Porto Rico, durante i XXI Giochi centramericani e caraibici: al torneo hanno partecipato sette squadre nazionali centramericane e caraibiche e la vittoria finale è andata per la quarta volta, la terza consecutiva, al Porto Rico.

## Impianti
|                                                                                     |  |  |
|                                                                                     |  |  |
| Palacio de Recreación y Deportes Città: Mayagüez Capienza: 5 500 Anno d'apertura: - |  |  |

## Regolamento
Le squadre hanno disputato una prima fase a gironi con formula del girone all'italiana; al termine della prima fase le prime classificate dei due gironi hanno acceduto direttamente alle semifinali, mentre le seconde e terze classificate dei due gironi si sono incrociate ai quarti di finale.

## Squadre partecipanti
| Squadra           | Qualificazione      | Ultima partecipazione    |
| ----------------- | ------------------- | ------------------------ |
| Barbados          | -                   | Cartagena de Indias 2006 |
| Rep. Dominicana   | -                   | Cartagena de Indias 2006 |
| Messico           | -                   | Cartagena de Indias 2006 |
| Panama            | -                   | ?                        |
| Porto Rico        | Paese organizzatore | Cartagena de Indias 2006 |
| Trinidad e Tobago | -                   | Cartagena de Indias 2006 |
| Venezuela         | -                   | Cartagena de Indias 2006 |

## Torneo

### Fase a gironi
| Girone A        | Girone B          |
| --------------- | ----------------- |
| Rep. Dominicana | Barbados          |
| Panama          | Messico           |
| Venezuela       | Porto Rico        |
|                 | Trinidad e Tobago |

### Girone A

#### Risultati
| 24 luglio 2010 Palacio de Recreación y Deportes, Mayagüez Durata: 1h:05 - Spettatori: 3 000 | Venezuela       | 3 - 0 | Panama          | 25-17, 25-16, 25-16        |
| 25 luglio 2010 Palacio de Recreación y Deportes, Mayagüez Durata: 1h:42 - Spettatori: 2 500 | Panama          | 1 - 3 | Rep. Dominicana | 20-25, 18-25, 29-27, 20-25 |
| 26 luglio 2010 Palacio de Recreación y Deportes, Mayagüez Durata: 1h:16 - Spettatori: 3 000 | Rep. Dominicana | 0 - 3 | Venezuela       | 22-25, 15-25, 17-25        |

#### Classifica
| Pos | Squadra         | Pt | G | V | P | SV | SP | Ratio | PF  | PS  | Ratio |
| --- | --------------- | -- | - | - | - | -- | -- | ----- | --- | --- | ----- |
| 1   | Venezuela       | 4  | 2 | 2 | 0 | 6  | 0  | MAX   | 150 | 103 | 1.456 |
| 2   | Rep. Dominicana | 3  | 2 | 1 | 1 | 3  | 4  | 0.750 | 156 | 162 | 0.963 |
| 3   | Panama          | 2  | 2 | 0 | 2 | 1  | 6  | 0.167 | 136 | 177 | 0.768 |

### Girone B

#### Risultati
| 24 luglio 2010 Palacio de Recreación y Deportes, Mayagüez Durata: 1h:09 - Spettatori: 1 200 | Messico           | 3 - 0 | Trinidad e Tobago | 25-21, 25-18, 25-16        |
| 24 luglio 2010 Palacio de Recreación y Deportes, Mayagüez Durata: 1h:38 - Spettatori: 5 500 | Porto Rico        | 3 - 1 | Barbados          | 20-25, 25-23, 25-8, 25-12  |
| 25 luglio 2010 Palacio de Recreación y Deportes, Mayagüez Durata: 1h:12 - Spettatori: 1 300 | Barbados          | 0 - 3 | Messico           | 16-25, 19-25, 28-30        |
| 25 luglio 2010 Palacio de Recreación y Deportes, Mayagüez Durata: 1h:17 - Spettatori: 5 200 | Trinidad e Tobago | 0 - 3 | Porto Rico        | 11-25, 22-25, 21-25        |
| 26 luglio 2010 Palacio de Recreación y Deportes, Mayagüez Durata: 1h:14 - Spettatori: 1 500 | Barbados          | 0 - 3 | Trinidad e Tobago | 23-25, 23-25, 25-27        |
| 26 luglio 2010 Palacio de Recreación y Deportes, Mayagüez Durata: 1h:51 - Spettatori: 6 000 | Porto Rico        | 3 - 1 | Messico           | 25-21, 24-26, 25-20, 25-19 |

#### Classifica
| Pos | Squadra           | Pt | G | V | P | SV | SP | Ratio | PF  | PS  | Ratio |
| --- | ----------------- | -- | - | - | - | -- | -- | ----- | --- | --- | ----- |
| 1   | Porto Rico        | 6  | 3 | 3 | 0 | 9  | 2  | 4.500 | 269 | 208 | 1.293 |
| 2   | Messico           | 5  | 3 | 2 | 1 | 7  | 3  | 2.333 | 241 | 217 | 1.111 |
| 3   | Trinidad e Tobago | 4  | 3 | 1 | 2 | 3  | 6  | 0.500 | 186 | 221 | 0.842 |
| 4   | Barbados          | 3  | 3 | 0 | 3 | 1  | 9  | 0.111 | 202 | 252 | 0.802 |

### Fase finale

#### Finale 1º e 3º posto
|  | Quarti            | Quarti          |            |                 | Semifinali         | Semifinali         |  |  | Finale 1º/2º posto | Finale 1º/2º posto |
|  |                   |                 |            |                 |                    |                    |  |  |                    |                    |
|  |                   |                 |            |                 |                    |                    |  |  |                    |                    |
|  |                   |                 |            |                 |                    |                    |  |  |                    |                    |
|  | -                 | -               |            |                 |                    |                    |  |  |                    |                    |
|  | -                 | -               |            |                 |                    |                    |  |  |                    |                    |
|  | -                 | -               |            |                 |                    |                    |  |  |                    |                    |
|  | -                 | -               | Venezuela  | 3               |                    |                    |  |  |                    |                    |
|  |                   |                 | Venezuela  | 3               |                    |                    |  |  |                    |                    |
|  |                   | Messico         | 0          |                 |                    |                    |  |  |                    |                    |
|  | Messico           | Messico         | 0          | 3               |                    |                    |  |  |                    |                    |
|  | Messico           |                 |            | 3               |                    |                    |  |  |                    |                    |
|  | Panama            | 0               |            |                 |                    |                    |  |  |                    |                    |
|  | Panama            | 0               | Venezuela  | 2               |                    |                    |  |  |                    |                    |
|  |                   |                 | Venezuela  | 2               |                    |                    |  |  |                    |                    |
|  |                   | Porto Rico      | 3          |                 |                    |                    |  |  |                    |                    |
|  | -                 | Porto Rico      | 3          | -               |                    |                    |  |  |                    |                    |
|  | -                 |                 |            | -               |                    |                    |  |  |                    |                    |
|  | -                 | -               |            |                 |                    |                    |  |  |                    |                    |
|  | -                 | -               | Porto Rico | 3               | Finale 3º/4º posto | Finale 3º/4º posto |  |  |                    |                    |
|  |                   |                 | Porto Rico | 3               | Finale 3º/4º posto | Finale 3º/4º posto |  |  |                    |                    |
|  |                   | Rep. Dominicana | 1          |                 |                    |                    |  |  |                    |                    |
|  | Rep. Dominicana   | Rep. Dominicana | 1          | 3               | Messico            | 3                  |  |  |                    |                    |
|  | Rep. Dominicana   |                 |            | 3               | Messico            | 3                  |  |  |                    |                    |
|  | Trinidad e Tobago | 1               |            | Rep. Dominicana | 2                  |                    |  |  |                    |                    |
|  | Trinidad e Tobago | 1               |            |                 | 2                  |                    |  |  |                    |                    |
|  |                   |                 |            |                 |                    |                    |  |  |                    |                    |
|  |                   |                 |            |                 |                    |                    |  |  |                    |                    |

##### Quarti di finale
| 27 luglio 2010 Palacio de Recreación y Deportes, Mayagüez Durata: 1h:41 - Spettatori: 1 500 | Rep. Dominicana | 3 - 1 | Trinidad e Tobago | 22-25, 25-20, 25-20, 25-21 |
| 27 luglio 2010 Palacio de Recreación y Deportes, Mayagüez Durata: 1h:08 - Spettatori: 500   | Messico         | 3 - 0 | Panama            | 25-19, 25-21, 25-14        |

##### Semifinali
| 28 luglio 2010 Palacio de Recreación y Deportes, Mayagüez Durata: 1h:21 - Spettatori: 2 500 | Venezuela  | 3 - 0 | Messico         | 25-21, 25-21, 25-16        |
| 28 luglio 2010 Palacio de Recreación y Deportes, Mayagüez Durata: 1h:51 - Spettatori: 6 000 | Porto Rico | 3 - 1 | Rep. Dominicana | 25-21, 25-27, 25-23, 25-22 |

##### Finale 5º posto
| 28 luglio 2010 Palacio de Recreación y Deportes, Mayagüez Durata: 1h:57 - Spettatori: 300 | Trinidad e Tobago | 2 - 3 | Panama | 25-19, 21-25, 18-25, 25-22, 12-15 |

##### Finale 3º posto
| 29 luglio 2010 Palacio de Recreación y Deportes, Mayagüez Durata: 2h:01 - Spettatori: 5 000 | Messico | 3 - 2 | Rep. Dominicana | 21-25, 23-25, 25-15, 25-16, 15-7 |

##### Finale
| 29 luglio 2010 Palacio de Recreación y Deportes, Mayagüez Durata: 2h:15 - Spettatori: 6 000 | Venezuela | 2 - 3 | Porto Rico | 25-18, 22-25, 19-25, 25-20, 18-20 |

## Podio

### Campione
Formazione: 1 José Rivera, 3 Juan Figueroa, 4 Víctor Rivera, 5 Roberto Muñiz, 6 Ángel Pérez, 7 Enrique Escalante, 8 René Esteves, 9 Luis Rodríguez, 12 Héctor Soto, 13 Alexis Matías, 14 Fernando Morales, 19 Harry Rosario, CT: Carlos Cardona

### Secondo posto
Formazione: 2 Deivi Yustiz, 4 Joel Silva, 5 Rodman Valera, 7 Luis Díaz, 9 José Carrasco, 10 Kervin Piñerúa, 11 Ernardo Gómez, 12 Carlos Tejeda, 13 Iván Márquez, 14 Máximo Montoya, 17 Franklin García, 18 Fredy Cedeño, CT: René Olivero

### Terzo posto
Formazione: 1 Mario Becerra, 2 Édgar Herrera, 5 Jesús Rangel, 6 Samuel Córdova, 7 Iván Contreras, 8 Ignacio Ramírez, 10 Pedro Rangel, 12 José Luis Martell, 14 Tomás Aguilera, 15 Leonardo Manzo, 18 Irving Bricio, 19 Jorge Quiñones, CT: Jorge Azair

## Classifica finale
| Pos | Squadre           |
| --- | ----------------- |
|     | Porto Rico        |
|     | Venezuela         |
|     | Messico           |
| 4   | Rep. Dominicana   |
| 5   | Panama            |
| 6   | Trinidad e Tobago |
| 7   | Barbados          |

## Premi individuali
| Premio                | Nome            | Squadra           |
| --------------------- | --------------- | ----------------- |
| MVP                   | Héctor Soto     | Porto Rico        |
| Miglior realizzatore  | Nolan Tash      | Trinidad e Tobago |
| Miglior attaccante    | Víctor Rivera   | Porto Rico        |
| Miglior muro          | Tomás Aguilera  | Messico           |
| Miglior servizio      | Iván Márquez    | Venezuela         |
| Miglior palleggiatore | Pedro Rangel    | Messico           |
| Miglior ricevitore    | Joel Silva      | Venezuela         |
| Miglior difesa        | Luis de la Cruz | Rep. Dominicana   |
| Miglior libero        | Ryan Mahadeo    | Trinidad e Tobago |